# جيمس ميشيل
جيمس اليكس ميشيل (بالفرنسية: James Michel)‏ (مواليد 16 أغسطس 1944 في جزيرة ماهيه) هو سياسي سيشلي شغل منصب رئيس جمهورية سيشل في الفترة الممتدة بين 16 أبريل 2004 و 16 أكتوبر 2016. وكان قد شغل جيمس ميشيل قبل ذلك منصب نائب رئيس الجمهورية ما بين عامي 1996 إلى عام 2004.